# Indra Sistemas
Indra Sistemas S.A. ist ein spanisches Unternehmen der Informationstechnik, das international tätig ist.

## Geschichte
Das Unternehmen entstand durch Fusion von Firmen, die z. T. bereits 1921 ihren Betrieb aufgenommen hatten. Dazu gehörte u. a. der 1925 gegründete Rüstungsbetrieb Experiencias Industriales S.A. Indra wurde 1993 gegründet und wird seit dem 1. Juli 1999 im spanischen Aktienindex IBEX 35 gelistet. Außerdem wurde das Unternehmen in die internationalen Aktienindizes wie den FTSE eTX, Dow Jones Global Index und MSCI aufgenommen. Die Aktien von Indra werden seit 2006 in den Indizes Dow Jones Sustainability World Index (DJSWI) und Dow Jones STOXX Sustainability Index (DJSI STOXX) gelistet.
Im Jahr 2021 lag der Auftragseingang bei 3.39 Milliarden Euro. In seiner Branche ist es gemessen am Börsenwert das zweitgrößte Unternehmen Europas. Ein Drittel seines Umsatzes erwirtschaftet das Unternehmen auf dem internationalen Markt. Das Unternehmen beschäftigt ca. 52.000 Mitarbeiter und bedient Kunden in etwa 140 Ländern.
Die Hauptaktionäre mit einer Beteiligung von über 3 % sind: Caja Madrid mit 20 %, Corporación Financiera Alba mit 10 %, Casa Grande de Cartagena mit 5,68 % und Cajastur mit 5 %.

## Tätigkeit

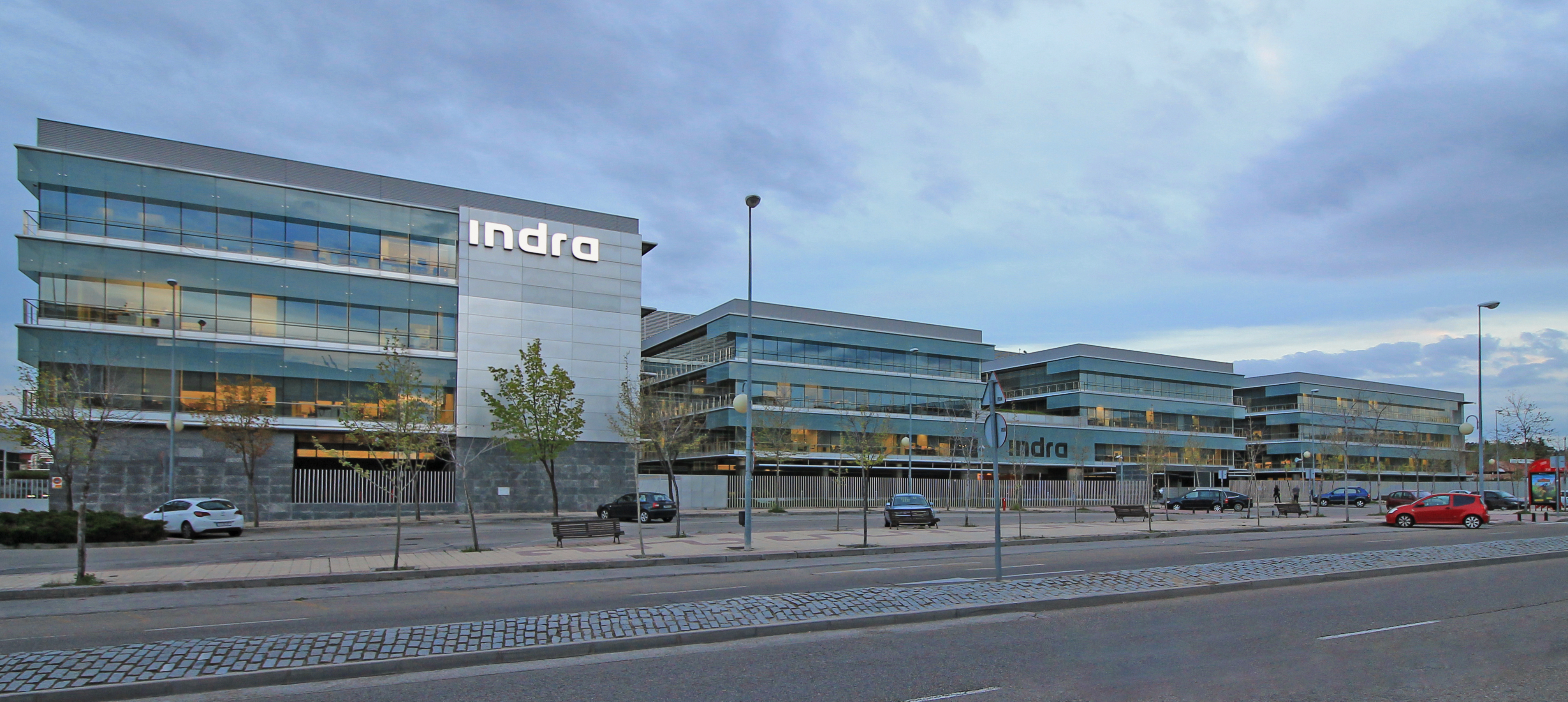
Unternehmenszentrale von Indra (Alcobendas).

Indra unterhält Niederlassungen in 40 Ländern. Das Unternehmen beschäftigt sich unter anderem mit Flugsicherungstechnik in Europa, Technologien für die Abwicklung von Wahlen, Sicherheits- und Abwehrsystemen, arbeitet auf dem Gebiet der elektronischen Verwaltung und dem e-Gesundheitswesen.
Indra verfügt über ein Netz von „Exzellenzclustern“ und Softwareentwicklungszentren in der Republik Moldau, der Slowakei, Mexiko, Argentinien, Kolumbien, Brasilien, Panama, den Philippinen, Australien sowie Spanien. Das Unternehmen hat Abkommen mit ca. 100 Universitäten und Forschungszentren.